# Kurskij rajon (Kraj di Stavropol')
Il Kurskij rajon, in russo Курский район?, è un rajon del Kraj di Stavropol', nel Caucaso.